# Iotonchium inperfectum
Iotonchium inperfectum är en rundmaskart. Iotonchium inperfectum ingår i släktet Iotonchium och familjen Iotonchiidae. Inga underarter finns listade i Catalogue of Life.